# Street Fighter 2010: The Final Fight
Street Fighter 2010: The Final Fight, commercializzato in Giappone come 2010 Street Fighter (2010 ストリートファイター?, Nī Maru Ichi Maru: Sutorīto Faitā), è un videogioco prodotto da Capcom per Nintendo Entertainment System nel 1990. In occidente è noto come spin-off della famosa serie picchiaduro Street Fighter e sequel del primo capitolo.

## Trama
Nel 2010 la tecnologia è avanzata a tal punto che ogni persona può facilmente viaggiare da un pianeta ad un altro attraverso l'uso di cancelli interplanetari. Ken si è ritirato dalla sua carriera di lottatore dopo aver vinto il torneo Street Fighter 25 anni prima, e da allora è diventato uno scienziato di talento, sviluppando una sostanza chiamata "Cyboplasma" che garantisce una forza sovrumana a qualsiasi organismo vivente a cui viene somministrata. Quando il socio di Ken, Troy, viene ucciso e il Cyboplasma viene rubato, Ken decide di catturare l'assassino per consegnarlo alla giustizia. Parte quindi in un inseguimento attraverso vari pianeti della "Frontiera", seguendo le tracce che Cyboplasma ha lasciato nel corso dei suoi spostamenti.
Mentre è sulle tracce dell'assassino, una misteriosa entità avverte Ken di interrompere la sua caccia, durante la quale Ken comincia ad avvertire un forte dolore su tutto il corpo. Riesce comunque a raggiungere il suo nemico, che si rivela essere Troy stesso, il quale ha finto la sua morte per rubare il Cyboplasma e diffonderlo in tutta la galassia, in modo da creare un esercito di guerrieri sovrumani a lui fedeli. Troy rivela anche che il dolore nel corpo di Ken è causato da una dose di Cyboplasma da lui iniettatagli prima di cancellare il fatto dalla sua memoria. Dopo aver sconfitto Troy, Ken torna sulla Terra per contenere la diffusione del Cyboplasma, che è ormai diventato un'epidemia.

## Modalità di gioco
L'obiettivo di ogni livello è quello di sconfiggere un nemico specifico, mostrato prima che inizi il livello (la schermata “Target vs Ken” mostra infatti l'aspetto dell'obiettivo), e ottenere l'energia necessaria ad aprire un portale transdimensionale grazie al quale accedere al livello successivo. Alcuni livelli richiedono al giocatore di sconfiggere più di un nemico per accumulare l'energia necessaria ad aprire il portale. Una volta che il portale è aperto, Ken ha solo un breve periodo di tempo per attraversarlo, in caso contrario il giocatore perderà una vita e sarà costretto a ripetere il livello. A complicare le cose favorisce anche la totale assenza di indizi su dove si trovi il portale appena aperto.
Ken può saltare sia in avanti che all'indietro, e arrampicarsi sulle pareti e diverse superfici. La sua arma principale è un proiettile di energia che spara con i pugni. Può sparare dritto verso una direzione orizzontale, così come verso l'alto in verticale. Può sparare colpi concentrati e più potenti tenendo premuto il tasto direzionale corrispondente alla direzione in cui Ken è rivolto e premendo il tasto B. Ken può anche sparare i proiettili con i suoi piedi tenendo premuto il tasto direzionale Giù e premendo B; i proiettili sparati in questo modo si muovono in diagonale verso l'alto. Per sparare verso il basso, bisogna premere il tasto B durante un salto all'indietro.
All'inizio i proiettili di Ken hanno una corta gittata, ma il giocatore può raccogliere delle capsule distruggendo dei contenitori sparsi per ogni livello; raccogliere due capsule aumenterà il livello di potenza di Ken di un'unità, aumentando la forza dei suoi proiettili e la loro gittata, ma se Ken viene colpito la sua potenza diminuirà di uno, e se perde una vita tornerà al livello standard di inizio partita. Ken può aumentare il suo potere fino a cinque livelli.

## Localizzazione
La versione distribuita negli Stati Uniti presenta una serie di alterazioni atte a renderlo uno spin-off del popolare titolo arcade Street Fighter, mentre la versione giapponese non ha nulla a che vedere con esso. La localizzazione ha cambiato nome e storia al personaggio principale per renderlo Ken Masters, ritiratosi dalla carriera di lottatore e diventato un eminente scienziato. Nella versione giapponese il nome del protagonista è Kevin Straker, un cyborg-poliziotto membro della Polizia Galattica intento a neutralizzare una razza di super-criminali interplanetaria nota come "Parassiti", le cui capacità sono notevolmente superiori a quelle dei normali esseri umani a causa di un insetto-parassita impiantato nei loro corpi, che gli fornisce una forza incredibile. Anche il personaggio di Troy è frutto dell'adattamento americano: nella versione giapponese si chiama Dr. Jose (Dr.ホセ?) ed è il creatore dell'insetto-parassita. Inoltre prima dello scontro finale rivela che Kevin è un "Parassita" creato da lui, dopo aver impiantato uno dei suoi insetti nella testa di Kevin prima che questi entrasse nella Polizia Galattica, e che l'armatura cibernetica sul suo corpo è stata creata dal parassita stesso.
Esclusi i cambiamenti alle identità e storie di questi due personaggi, la versione occidentale è uguale a quella giapponese.

## Accoglienza
GameSpot ha criticato molto negativamente la localizzazione americana, comparandola con l'alterazione dei personaggi avvenuta nel film Street Fighter - Sfida finale. 1UP.com ha definito la versione americana del gioco la "costola bastarda" del franchise, e successivamente "una localizzazione da incubo". ScrewAttack invece lo recensì positivamente, sebbene ne rimarcò l'elevata difficoltà e aggiunse: «se non si fosse chiamato "Street Fighter", molto probabilmente sarebbe stato ignorato». Nel libro Video Game Bible, 1985-2002 il gioco è descritto come «molto difficile» sia a causa del confusionario design dei livelli sia per i controlli complicati, concludendo che chiunque abbia avuto l'idea di inserire Ken Masters in un platform «oggi probabilmente starà scavando fossati da qualche parte nelle viscere di Tokyo».